# Ásványráró
Ásványráró ist eine ungarische Gemeinde im Kreis Mosonmagyaróvár im Komitat Győr-Moson-Sopron. Die Gemeinde Ásványráró entstand 1936 durch den Zusammenschluss der Orte Ásvány und Ráró.

## Geografische Lage
Ásványráró liegt 19 Kilometer nordwestlich des Komitatssitzes Győr und 18 Kilometer südöstlich der Kreisstadt Mosonmagyaróvár auf der Kleinen Schüttinsel an der rechten Uferseite der Donau und grenzt an die Slowakei. Nachbargemeinden sind Lipót,  Hédervár und Dunaszeg. Jenseits der Grenze liegt die slowakische Stadt Gabčíkovo.

## Geschichte
Im Jahr 1913 gab es in der damaligen Kleingemeinde Ásvány 268 Häuser und 682 Einwohner auf einer Fläche von 6936 Katastraljochen und in der damaligen Kleingemeinde Ráró 137 Häuser und 921 Einwohner auf einer Fläche von 2380  Katastraljochen. Beide gehörten zu dieser Zeit zum Bezirk Tószigetcsilizköz im Komitat Győr. Durch den Zusammenschluss der Orte Ásvány und Ráró entstand 1936 die heutige Gemeinde Ásványráró.
Im Juli 1954 wurde Ásványráró durch das Hochwasser der Donau überschwemmt und es gab enorme Zerstörungen im gesamten Gemeindegebiet.

## Gemeindepartnerschaften
- Unterwaltersdorf, Österreich
- Tyssaaschwan (Тисаашвань), Ukraine, seit 2016[6]

## Sehenswürdigkeiten
- Denkmal für das Hochwasser 1954
- József-Somogyi-Denkmal
- Kálvária, mit dreieckigem Grundriss
- Marienstatue, in der südlich gelegenen Siedlung Zsejkepuszta
- Landschaftsschutzgebiet (Szigetközi Tájvédelmi Körzet)
- Nepomuki-Szent-János-Statue
- Römisch-katholische Kirche Szent András, im Ortsteil Ásvány, im 18. Jahrhundert auf mittelalterlichen Fundamenten im barocken Stil errichtet, 1820 und  1865 sowie schließlich 1904 durch den Bau eines Seitenschiffs erweitert
- Römisch-katholische Kirche Szent Rókus, im Ortsteil Ráró, erbaut 1903
- Trianon-Denkmal
- Weltkriegsdenkmal

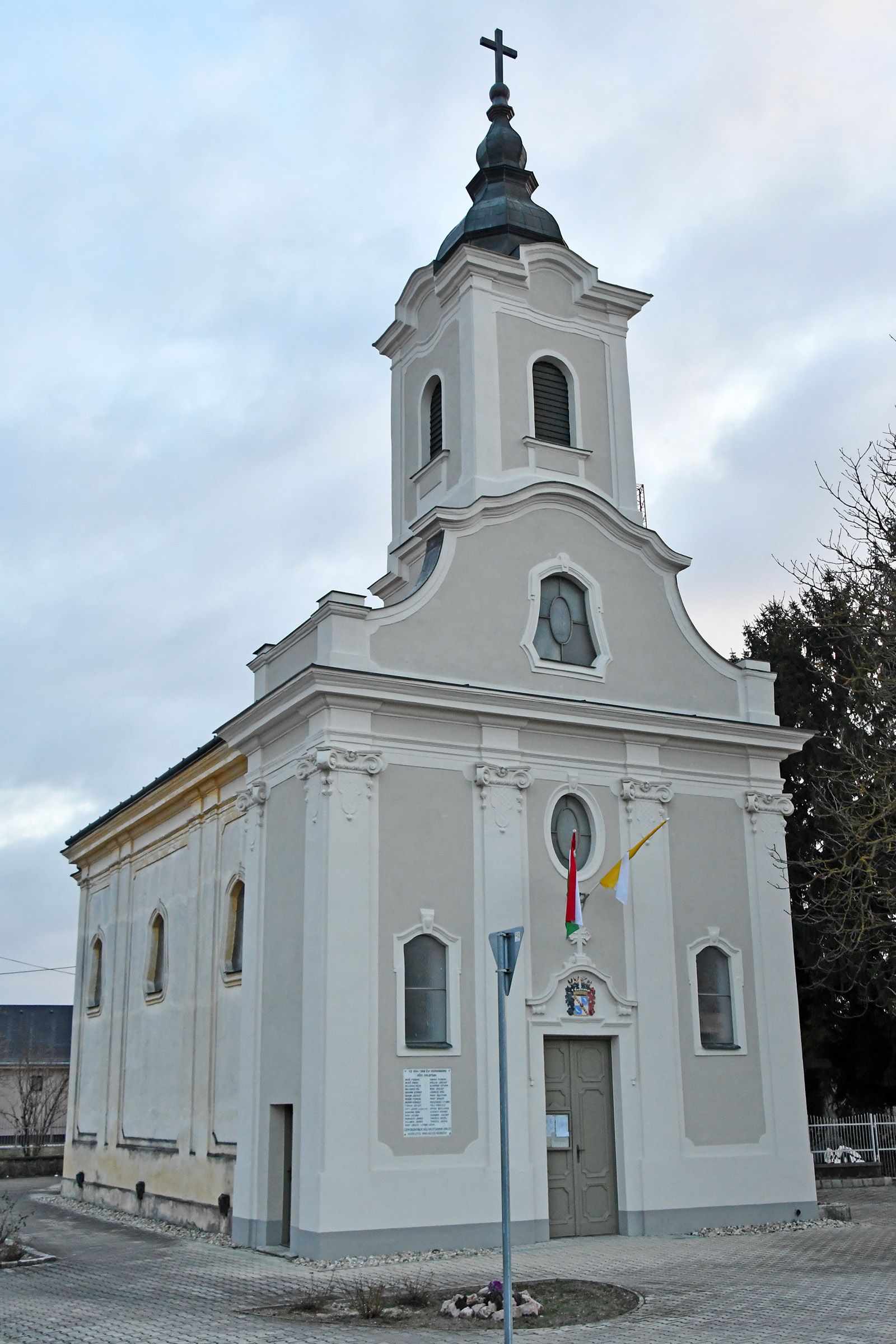
Römisch-katholische Kirche Szent Rókus
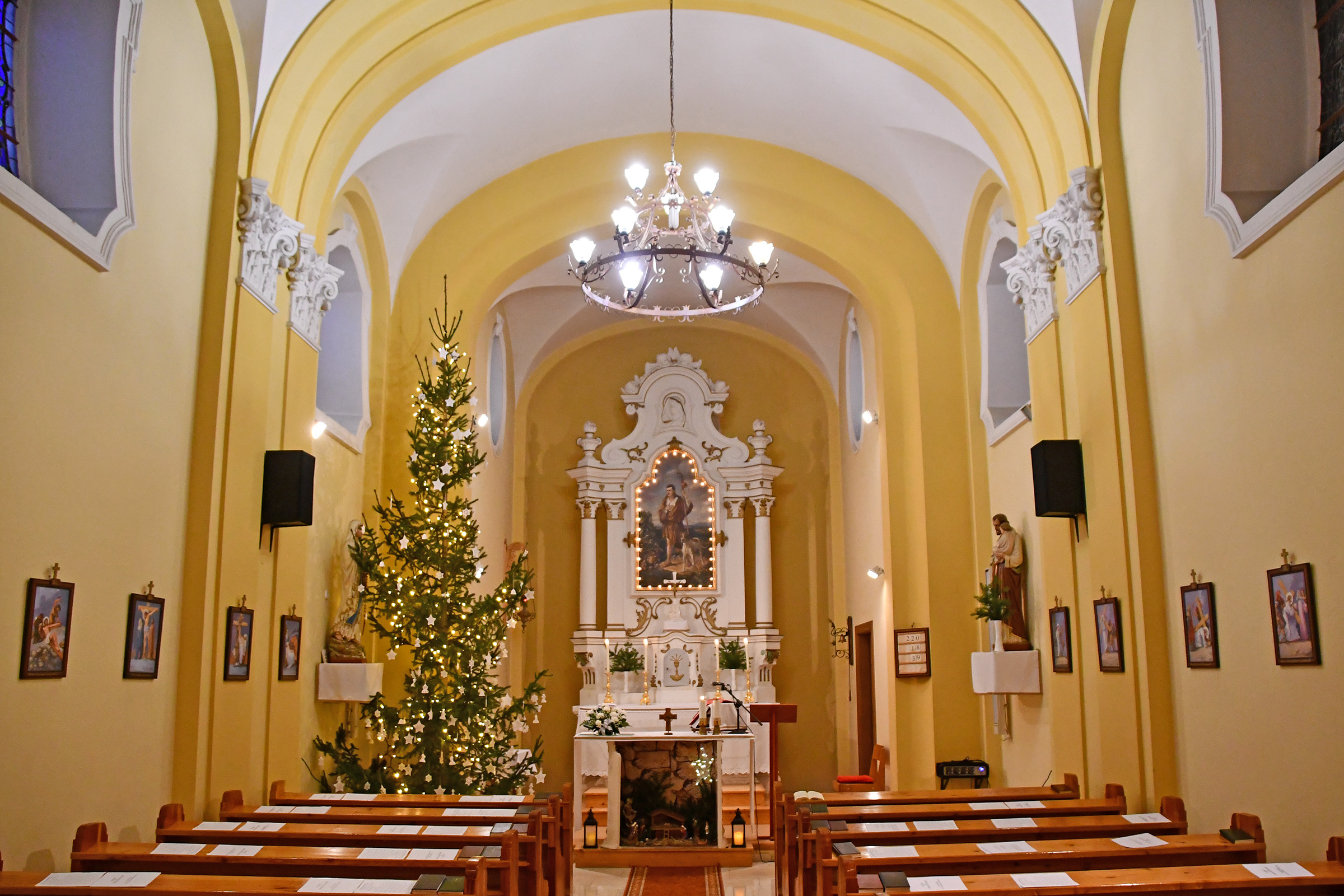
Innenraum der Kirche Szent Rókus
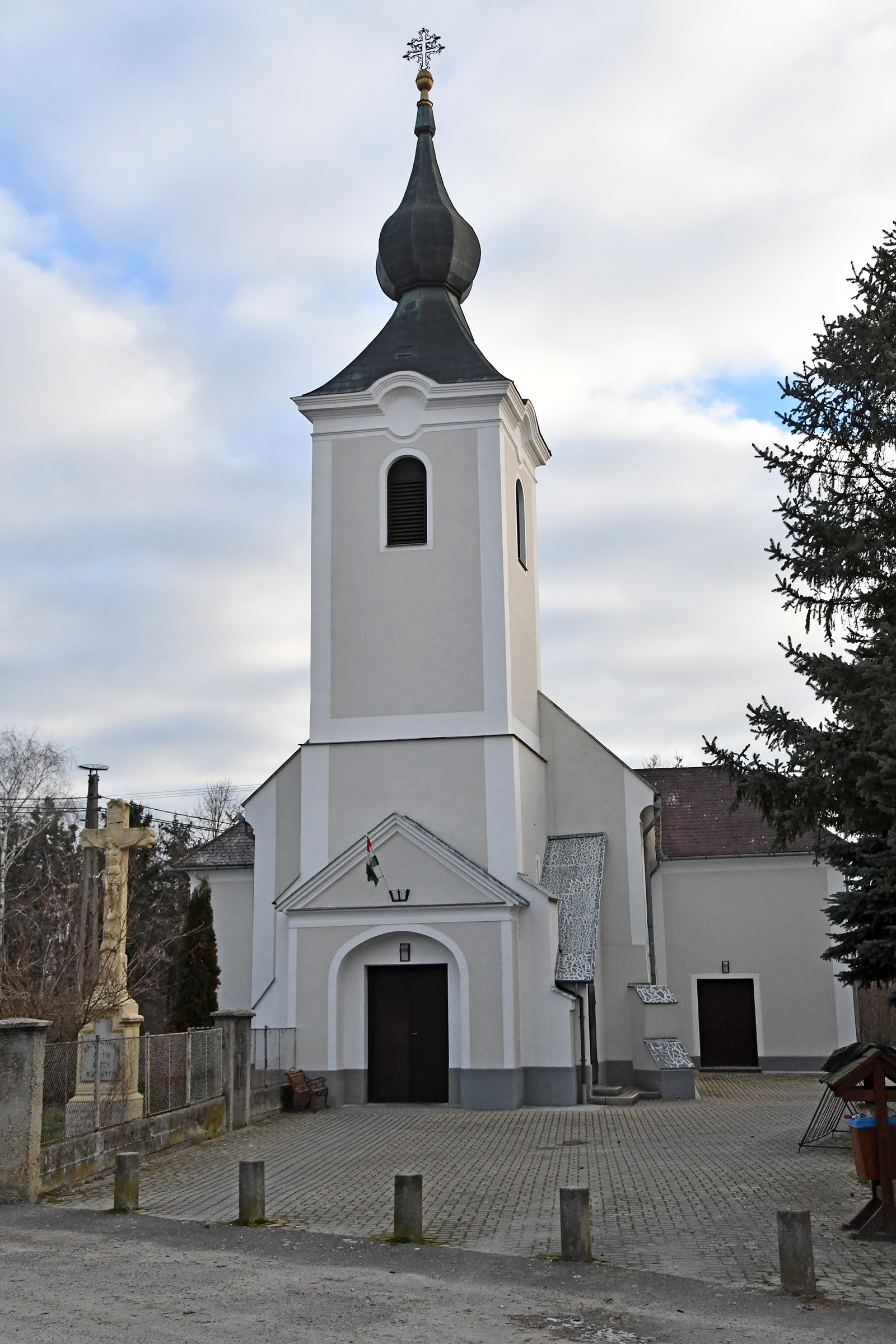
Römisch-katholische Kirche Szent András
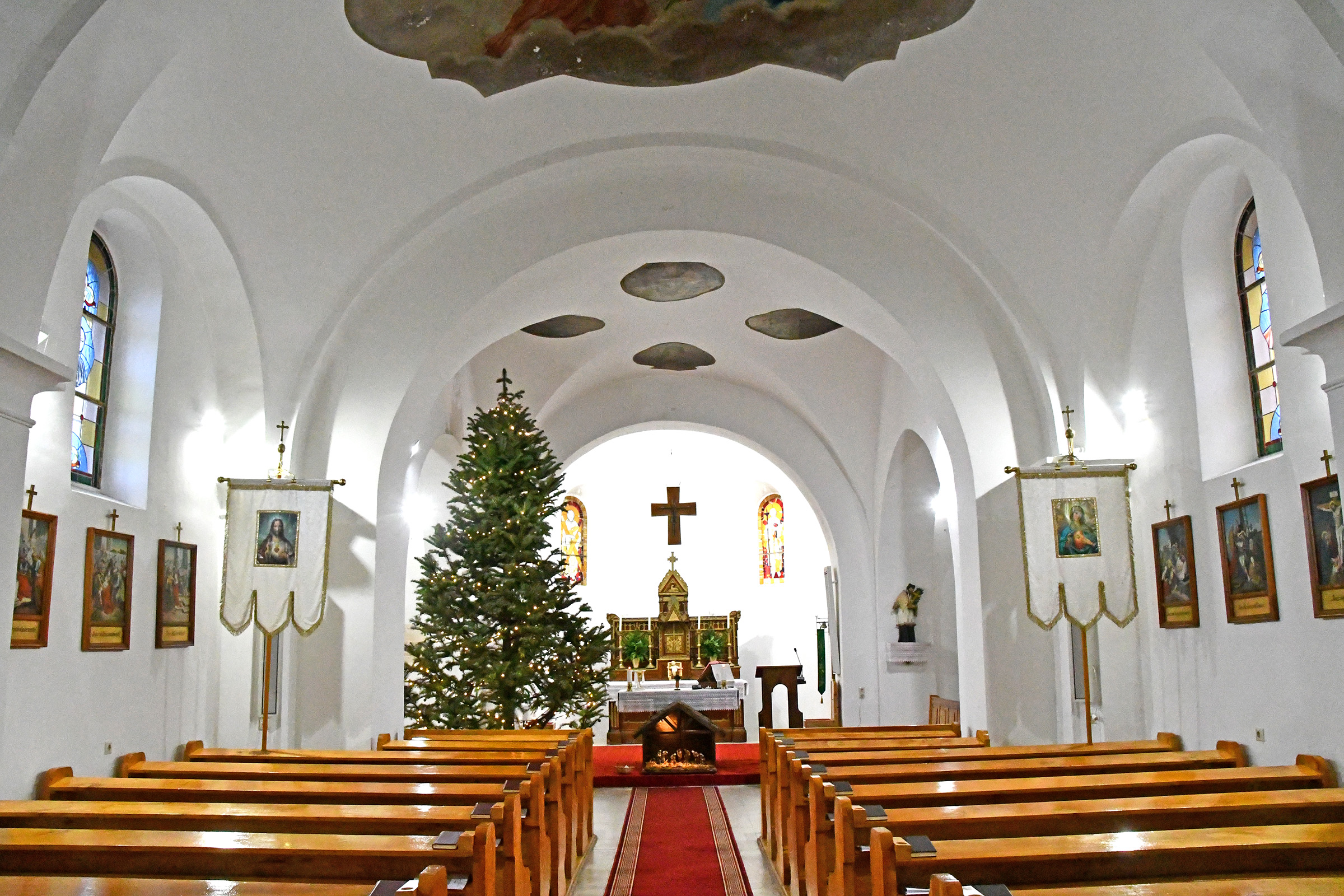
Innenraum der Kirche Szent András
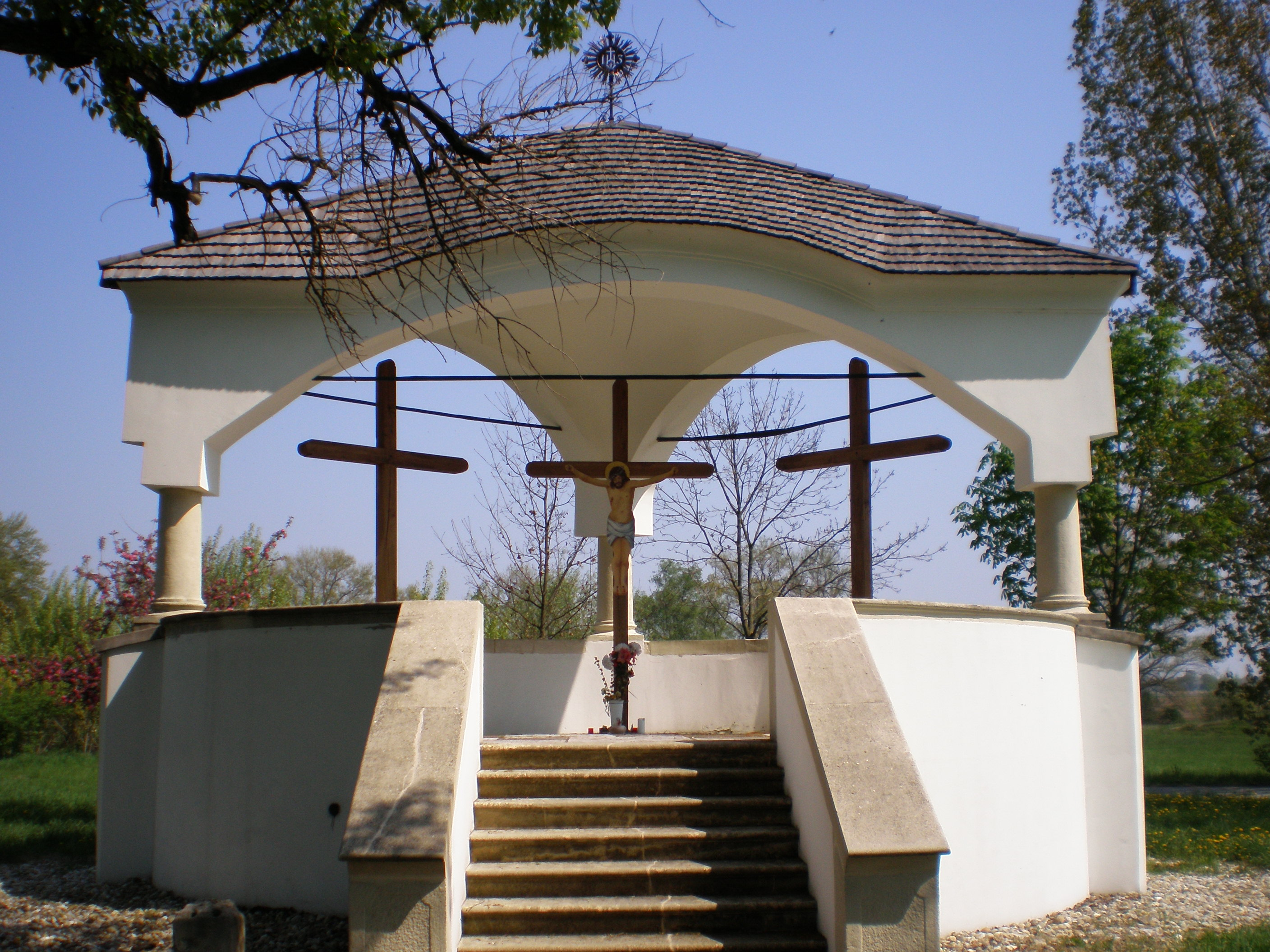
Kálvária
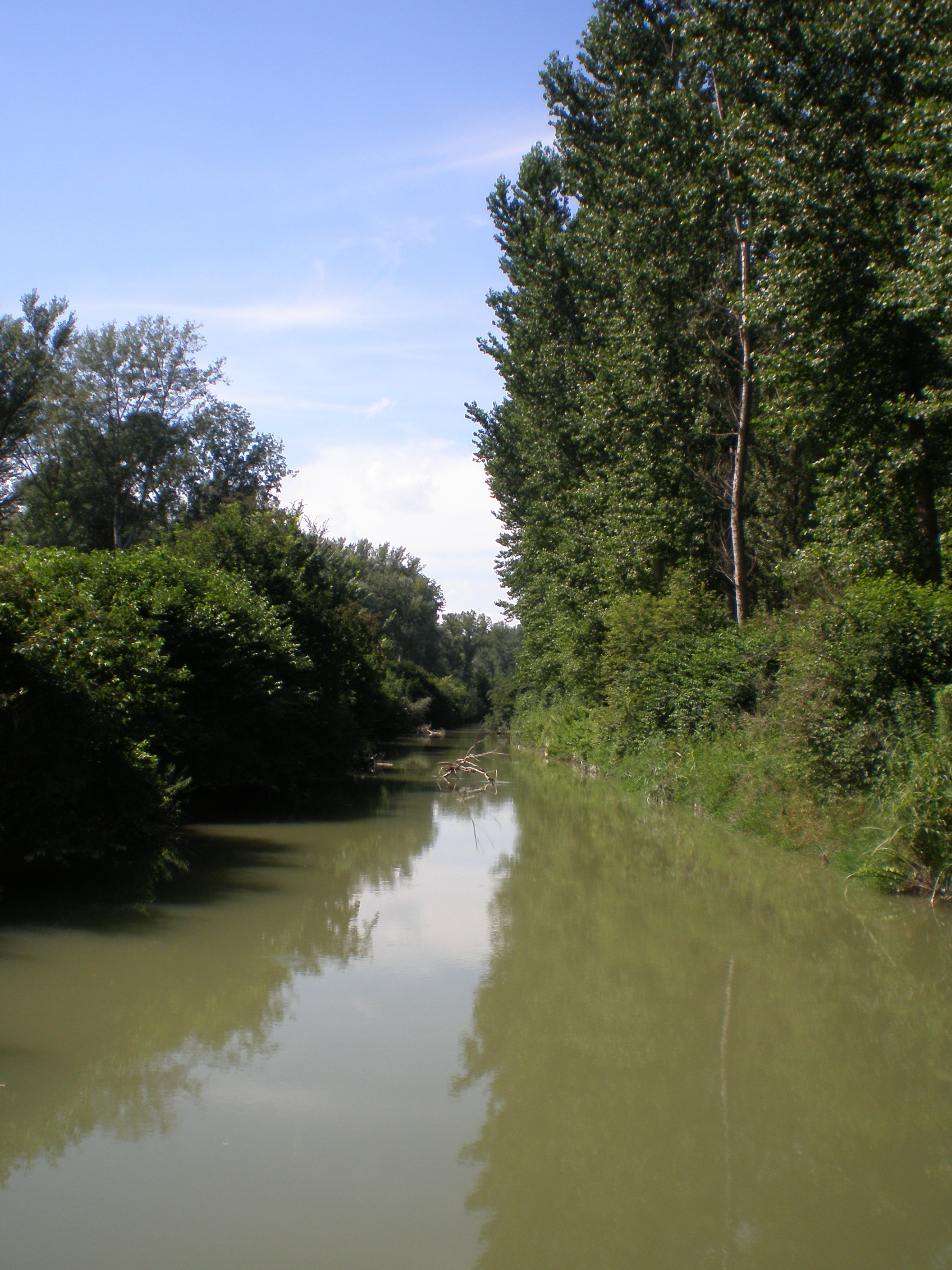
Landschaftsschutzgebiet (Szigetközi Tájvédelmi Körzet)
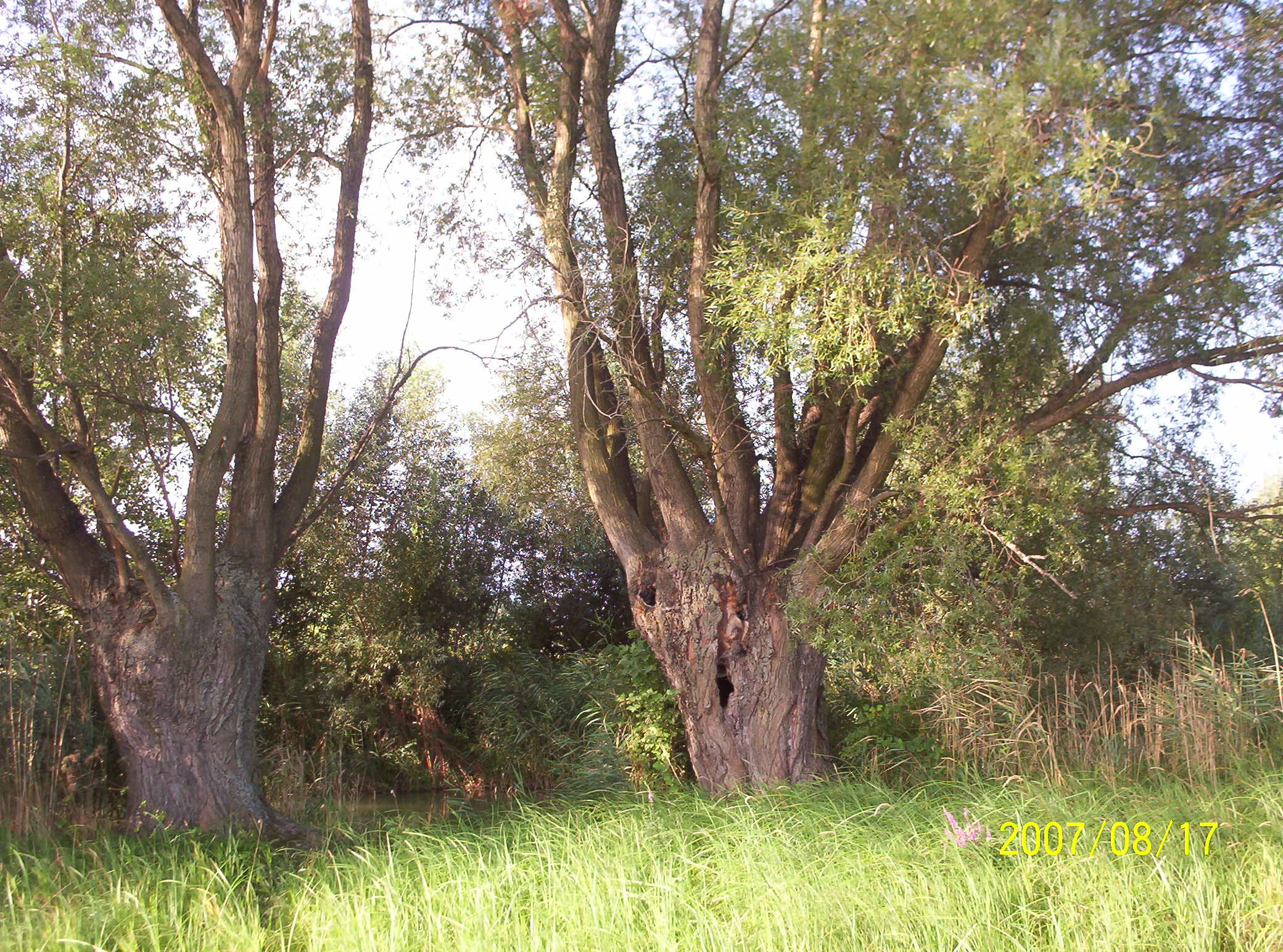
Weidenbäume bei Ásványráró
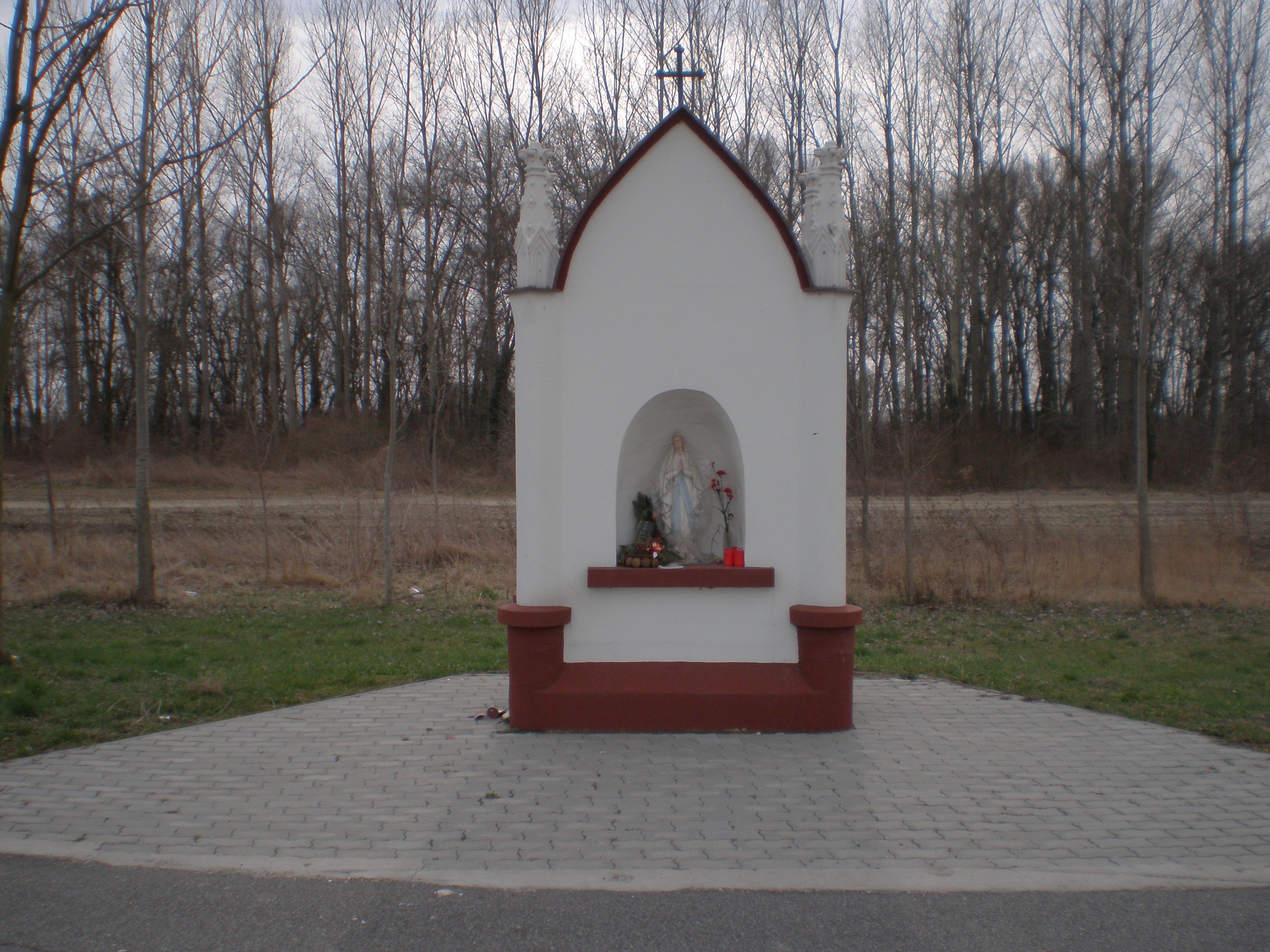
Marienstatue (Zsejkepuszta)

## Verkehr
Durch Ásványráró verläuft die Landstraße Nr. 1401. Es bestehen Busverbindungen nach Győr sowie nach Mosonmagyaróvár. Die nächstgelegenen Bahnhöfe befinden sich in Kimle-Károlyháza und Lébény-Mosonszentmiklós.